# Fossoy
Fossoy és un municipi francès situat al departament de l'Aisne i a la regió dels Alts de França. L'any 2007 tenia 592 habitants.

## Demografia

### Població
El 2007 la població de fet de Fossoy era de 592 persones. Hi havia 233 famílies de les quals 48 eren unipersonals (28 homes vivint sols i 20 dones vivint soles), 76 parelles sense fills, 101 parelles amb fills i 8 famílies monoparentals amb fills.
La població ha evolucionat segons el següent gràfic:
Habitants censats

### Habitatges
El 2007 hi havia 253 habitatges, 232 eren l'habitatge principal de la família, 7 eren segones residències i 14 estaven desocupats. 241 eren cases i 12 eren apartaments. Dels 232 habitatges principals, 194 estaven ocupats pels seus propietaris, 33 estaven llogats i ocupats pels llogaters i 5 estaven cedits a títol gratuït; 1 tenia una cambra, 8 en tenien dues, 20 en tenien tres, 59 en tenien quatre i 144 en tenien cinc o més. 189 habitatges disposaven pel capbaix d'una plaça de pàrquing. A 99 habitatges hi havia un automòbil i a 116 n'hi havia dos o més.

### Piràmide de població
La piràmide de població per edats i sexe el 2009 era:
| Homes | Edats   | Dones |
| ----- | ------- | ----- |
| 0     | 95 o +  | 0     |
| 0     | 90 a 94 | 0     |
| 0     | 85 a 89 | 4     |
| 4     | 80 a 84 | 0     |
| 16    | 75 a 79 | 8     |
| 0     | 70 a 74 | 4     |
| 12    | 65 a 69 | 4     |
| 20    | 60 a 64 | 16    |
| 16    | 55 a 59 | 16    |
| 16    | 50 a 54 | 24    |
| 24    | 45 a 49 | 16    |
| 24    | 40 a 44 | 32    |
| 28    | 35 a 39 | 44    |
| 24    | 30 a 34 | 24    |
| 24    | 25 a 29 | 8     |
| 4     | 20 a 24 | 4     |
| 40    | 15 a 19 | 20    |
| 28    | 10 a 14 | 28    |
| 12    | 5 a 9   | 56    |
| 20    | 0 a 4   | 8     |

## Economia
El 2007 la població en edat de treballar era de 397 persones, 304 eren actives i 93 eren inactives. De les 304 persones actives 289 estaven ocupades (154 homes i 135 dones) i 15 estaven aturades (5 homes i 10 dones). De les 93 persones inactives 28 estaven jubilades, 43 estaven estudiant i 22 estaven classificades com a «altres inactius».

### Ingressos
El 2009 a Fossoy hi havia 233 unitats fiscals que integraven 625 persones, la mediana anual d'ingressos fiscals per persona era de 20.271 €.

### Activitats econòmiques
Dels 13 establiments que hi havia el 2007, 2 eren d'empreses de fabricació d'altres productes industrials, 3 d'empreses de comerç i reparació d'automòbils, 2 d'empreses d'hostatgeria i restauració, 1 d'una empresa financera, 2 d'empreses immobiliàries, 2 d'empreses de serveis i 1 d'una empresa classificada com a «altres activitats de serveis».
Dels 2 establiments de servei als particulars que hi havia el 2009, 1 era un taller de reparació d'automòbils i de material agrícola i 1 restaurant.
L'any 2000 a Fossoy hi havia 14 explotacions agrícoles que ocupaven un total de 88 hectàrees.

## Equipaments sanitaris i escolars
El 2009 hi havia una escola maternal integrada dins d'un grup escolar amb les comunes properes formant una escola dispersa.

## Poblacions més properes
El següent diagrama mostra les poblacions més properes.